# Derog Gioura
Derog Gioura (Ubenide, 1 de septiembre de 1932-25 de septiembre de 2008) es un político nauruano, que fue presidente de la República de Nauru del 10 de marzo de 2003 al 29 de mayo de 2003.

## Biografía
Nació en el distrito de Ubenide.
En marzo de 2003, después de que el presidente de la República, Bernard Dowiyogo muriera en el curso de una operación quirúrgica en el corazón en Washington D. C. (Estados Unidos) Derog Gioura es nombrado Presidente de la República hasta las elecciones convocadas el 3 de mayo.
El 29 de mayo del mismo año, Derog Gioura sufre un infarto del miocardio y es trasladado a un hospital de Melbourne (Australia). El mismo día, Ludwig Scotty es designado como su sucesor. Derog Gioura vuelve a Nauru después de haberse recuperado, convirtiéndose en ministro de la Mujer y de la Familia en el momento de la ascensión de René Harris a la presidencia el 8 de agosto de 2003.
El 22 de junio de 2004, un nuevo voto de desconfianza derriba a René Harris en provecho de Ludwig Scotty. Derog Gioura pierde su cartera ministerial, conservando no obstante su sede en el Parlamento, hasta octubre de 2004 cuando este es disuelto.